# Karlamagnús saga
Die Karlamagnús saga (eigentlich: Karlamagnús saga ok kappa hans) ist eine in zwei Fassungen, einer älteren altnorwegischen und einer jüngeren altisländischen Version, überlieferte Prosa-Kompilation, in deren Zentrum der zur Sagenfigur gewordene Karl der Große steht. Die zehn Abenteuer sind recht locker aneinandergereiht und weniger homogen als in der sonst verwandten Thidrekssaga. Wie diese erzählt sie aber das Schicksal von zwölf um die Zentralfigur sich versammelnden Gefährten.
Als ältester Textzeuge ist ein Fragment aus dem 13. Jahrhundert erhalten, die erste annähernd vollständig erhaltene Pergamenthandschrift stammt aus dem 14. Jahrhundert. Als Entstehungszeit wird darum die Mitte des 13. Jahrhunderts und somit – wie bei der Thidrekssaga – die Herrschaftszeit Hákon Hákonarsons angenommen. 

## Ausgaben
- Carl Richard Unger: Karlamagnús saga ok kappa hans, Christiana 1860 (Digitalisat)